# Tamás Pomucz
Tamás Pomucz (Siófok, 12 de junio de 1957-Budapest, 31 de julio de 2020) fue un deportista húngaro que compitió en vela en la clase Flying Dutchman. Ganó una medalla de oro en el Campeonato Europeo de Flying Dutchman de 1989.

## Palmarés internacional
| \| Campeonato Europeo \| Campeonato Europeo \| Campeonato Europeo \| Campeonato Europeo \| \| Año \| Lugar \| Medalla \| Clase \| \| ------------------ \| ---------------------- \| ------------------ \| ------------------ \| \| 1989 \| Balatonfüred (Hungría) \| Medalla de oro \| Flying Dutchman \| |                        |                |                 |
| Campeonato Europeo |                        |                |                 |
| Año | Lugar                  | Medalla        | Clase           |
| 1989 | Balatonfüred (Hungría) | Medalla de oro | Flying Dutchman |